# Liet Kynes
Liet Kynes est un personnage de fiction issu du cycle de Dune de l'écrivain Frank Herbert, apparaissant dans le roman Dune.
Scientifique fremen, Liet Kynes est le planétologiste de la planète Arrakis et le père de la fremen Chani, future concubine de Paul Atréides.

## Biographie du personnage

### Description
Le docteur Liet Kynes est le fils de Pardot Kynes, le planétologiste (écologiste planétaire) impérial à la cour de l'empereur Shaddam IV. Il naît sur la planète Arrakis (appelée « Dune » par ses habitants) d'une mère fremen.
À la mort de son père, Liet reprend son poste et poursuit ses travaux : transformer le désert torride qu'est Arrakis en une planète fertile dotée de végétation. Pour cela, il poursuit l'installation dans les sietch et partout sur la planète de pièges à vent, des dispositifs permettant de récupérer l’humidité de l’atmosphère de la planète et de la condenser en eau. Ses travaux concernent également la géologie, le climat, et l'étude des formes de vie de la planète.
Marié lui-aussi avec une Fremen, de leur union naît une fille, Chani, la future concubine de Paul Atréides. Kynes acquiert une grande réputation et autorité parmi les Fremen, qui le surnomment « Liet », parlant de lui de manière métaphorique, un peu comme une divinité. Comme les autres Fremen, il est dans l'attente du Messie qui sauvera son peuple.

### DansDune
Dans Dune, lorsque la Maison Atréides arrive sur la planète Arrakis pour succéder à la Maison Harkonnen dans la gestion de la planète, le docteur Liet Kynes est nommé par l’empereur Shaddam IV « Arbitre du changement », chargé de faire respecter les règles lors de ce changement de propriétaire du fief planétaire d'Arrakis. Il rencontre à cette occasion le duc Leto Atréides, chef de la Maison Atréides, ainsi que son fils, Paul.
Quand le duc souhaite visiter le désert d'Arrakis avec son fils et voir en action une moissonneuse d’Épice, il convoque Kynes pour leur servir de guide. Kynes, qui leur a fourni des distilles (des vêtements conçus pour récupérer l'humidité du corps) pour aller dans le désert, leur explique le fonctionnement de ces tenues fremen. À cette occasion, il remarque avec fascination l’aisance avec laquelle Paul Atréides s’est adapté à cette tenue, comme s'il était un fremen natif du désert. Cela fait résonner en lui les récits prophétiques des Fremen concernant le Messie qu'ils appellent le Mahdi, le sauveur qui doit venir libérer le peuple fremen.
Lorsque le duc fait abandonner une moissonneuse d’épice, victime de l'attaque d'un ver des sables, pour en sauver les occupants, Kynes est impressionné par la bravoure du duc, ainsi que de son souci de se préoccuper avant tout de sauver les hommes, au détriment de la moisson d'épice ou du matériel perdu. Il en vient à apprécier ce duc, surtout quand celui-ci évoque le fait de changer le climat de la planète pour la rendre plus vivable.
Lors de l’attaque surprise des forces Harkonnen sur Arrakis, appuyées par les soldats sardaukars de l’empereur, Liet Kynes se réfugie dans son sietch fremen. Il recueille alors Paul Atréides et sa mère dame Jessica, fugitifs de la Maison Atréides décimée par les Harkonnen, amenés là par leur soldat Duncan Idaho. Mais les Harkonnen les retrouvent et attaquent le sietch de Kynes. Paul et Jessica s'enfuient de leur côté, ainsi que Kynes, Idaho mourant en protégeant leur fuite.
Kynes est cependant capturé par les Harkonnen. Voulant s'en débarrasser, le baron Vladimir Harkonnen ordonne son exécution. Kynes, blessé, est alors abandonné dans le désert d'Arrakis avec un distille défectueux, les Harkonnen le laissant à la merci des vers des sables pour en finir avec lui.
Devenant fou à cause de la chaleur et du manque d'eau, Kynes commence à ressentir des hallucinations dans lesquelles son père Pardot Kynes apparait, lui faisant des remarques critiques sur sa gestion de l'écologie de la planète Arrakis. À moitié délirant, Kynes s’aperçoit qu'il se trouve juste dessus d'une poche d’épice en gestation, arrivée au point critique de maturité et proche d'exploser. Étant sans forces, il n'arrive pas à s'échapper et meurt dans l’éclatement de la bulle d'épice.

## Œuvres dérivées
Dans les compléments posthumes Les Chasseurs de Dune et Le Triomphe de Dune, le personnage de Liet Kynes est présent en tant que ghola, aux côtés de son vieil ami Stilgar et de sa fille Chani.

## Interprètes
- Dans le film Dune (1984) de David Lynch, le personnage de Liet Kynes est interprété par l'acteur Max von Sydow.
- Dans le film Dune (2021) de Denis Villeneuve, le personnage est féminin, incarné par l'actrice Sharon Duncan-Brewster.